# Champigneul-Champagne
Champigneul-Champagne ist eine französische Gemeinde im Département Marne in der Region Grand Est. Sie hat eine Fläche von 29,66 km² und 323 Einwohner (2022). 

## Geografie
Die Gemeinde Champigneul-Champagne liegt an der Somme-Soude in einer sonst fast steppenartigen Landschaft. Umgeben wird Champigneul-Champagne von den Nachbargemeinden Jâlons im Norden, Matougues im Osten, Saint-Pierre und Thibie im Südosten, Pocancy im Südwesten sowie Athis im Nordwesten.

## Geschichte
Im Jahr 1845 schlossen sich die Gemeinden Champigneul und Écury-le-Petit zur neuen Gemeinde Champigneul-Écury-le-Petit zusammen. 1852 fusionierte die Gemeinde Champigneul-Écury-le-Petit mit der Gemeinde Champagne und zusammen bildeten sie die Gemeinde Champigneul-Champagne.

## Bevölkerungsentwicklung
| Jahr                       | 1962 | 1968 | 1975 | 1982 | 1990 | 1999 | 2005 | 2010 | 2015 |
| -------------------------- | ---- | ---- | ---- | ---- | ---- | ---- | ---- | ---- | ---- |
| Einwohner                  | 289  | 298  | 279  | 261  | 262  | 242  | 252  | 286  | 317  |
| Quellen: Cassini und INSEE |      |      |      |      |      |      |      |      |      |

## Sehenswürdigkeiten
- Kirche St-Rémy
- Schloss Saint-Georges